# Chapim-de-poupa

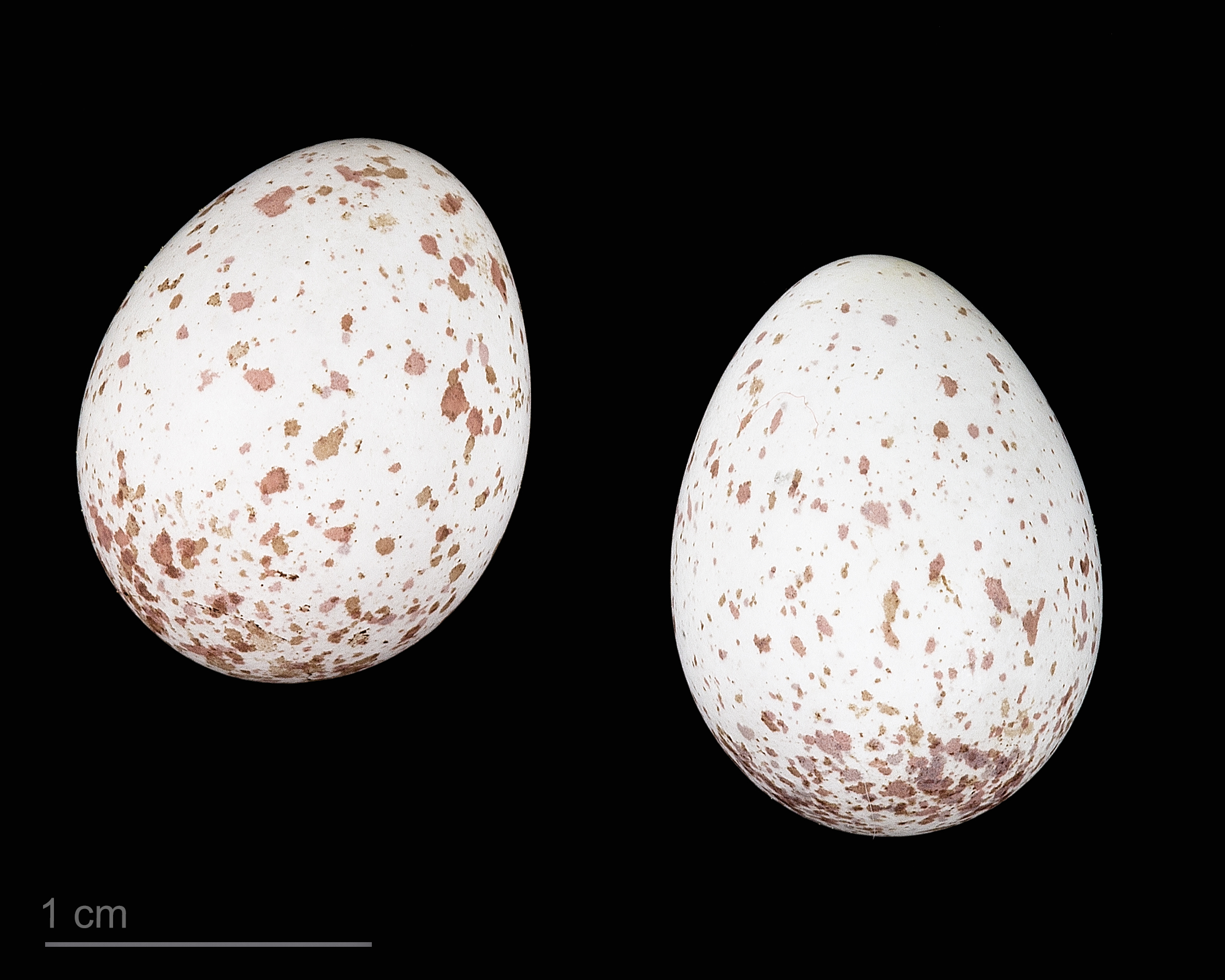
Lophophanes cristatus - (MHNT)

Chapim-de-poupa ou chapim-de-poupa-europeu, também chamado chincha-de-poupa, (Lophophanes cristatus) (anteriormente Parus cristatus) é uma ave da família dos parídeos.
Caracteriza-se pela plumagem castanha e branca e, principalmente, pela pequena poupa que ostenta na cabeça.
Frequenta meios florestais, apresentando preferência por pinhais. Em Portugal é uma espécie residente que ocorre durante todo o ano.